# Дади-юрт
Да́ди-юрт (чеч. Дади-Юрт) — чеченский аул, уничтоженный в 1819 году в ходе штурма царскими войсками в период Кавказской войны.

## География
Аул Дади-юрт располагался на территории современного Гудермесского района, на правом берегу реки Терек к западу от села Хангиш-Юрт, к югу-западу от Шелковской.

## История

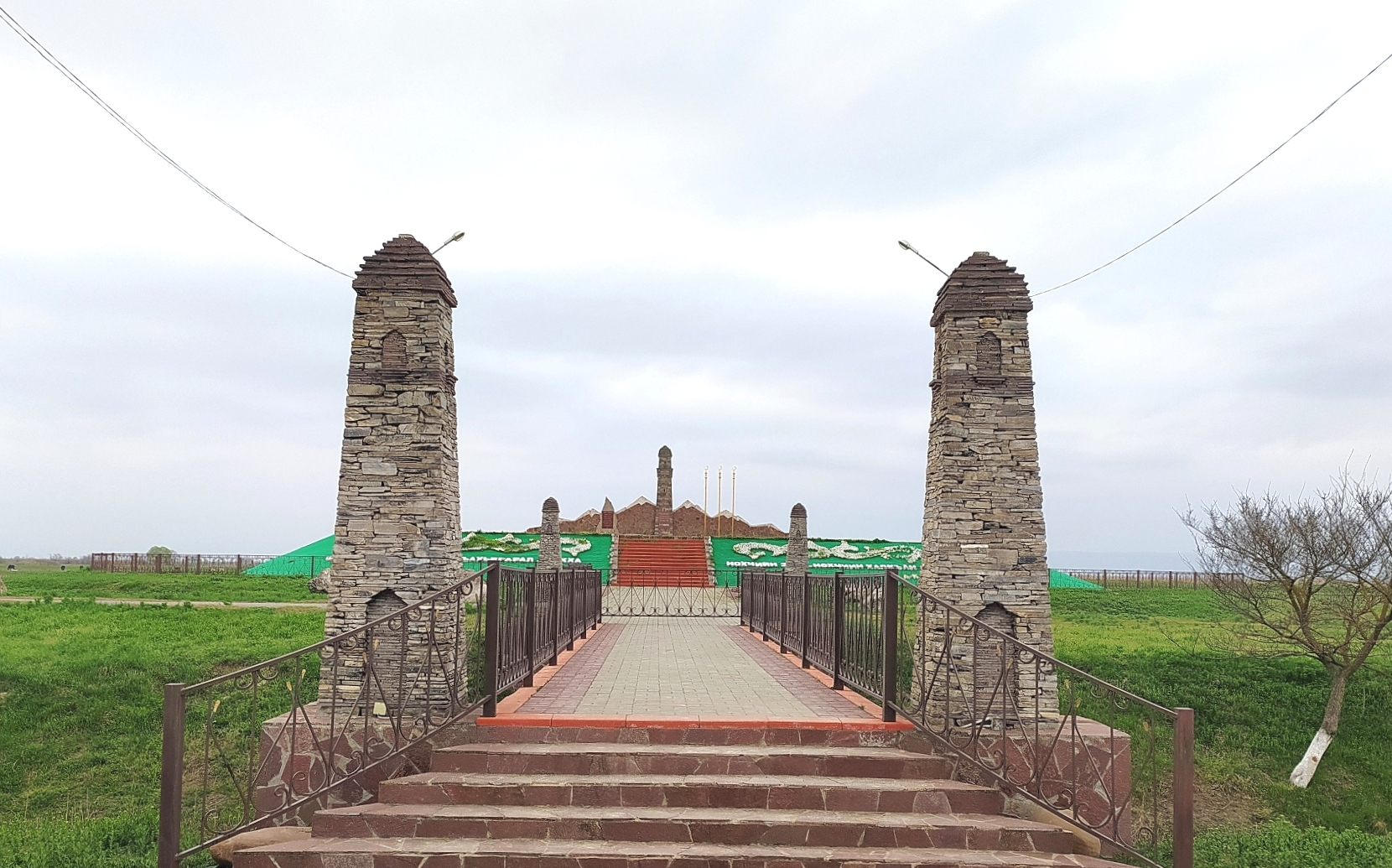
Мемориал «Дади-Юрт»

По словам генерала Ермолова, жители аула были среди чеченцев наиболее дерзкими и удачливыми разбойниками. Он описывает истребление аула (называя его, правда, Дадан-Юртом):
Желая наказать чеченцев, беспрерывно производящих разбой, в особенности деревни, называемые Качкалыковскими жителями, коими отогнаны у нас лошади, предположил выгнать их с земель Аксаевских, которые занимали они, сначала по условию, сделанному с владельцами, а потом, усилившись, удерживали против их воли. При атаке сих деревень, лежащих в твердых и лесистых местах, знал я, что потеря наша должна быть чувствительною, если жители оных не удалят прежде жен своих, детей и имущество, которых защищают они всегда отчаянно, и что понудить их к удалению жен может один только пример ужаса.
В сем намерении приказал я Войска Донского генерал-майору Сысоеву с небольшим отрядом войск, присоединив всех казаков, которых по скорости собрать было возможно, окружить селение Дадан-юрт, лежащее на Тереке, предложить жителям оставить оное, и буде станут противиться, наказать оружием, никому не давая пощады. Чеченцы не послушали предложения, защищались с ожесточением. Двор каждый почти окружен был высоким забором, и надлежало каждый штурмовать. Многие из жителей, когда врывались солдаты в дома, умерщвляли жен своих в глазах их, дабы во власть их не доставались. Многие из женщин бросались на солдат с кинжалами.

Большую часть дня продолжалось сражение самое упорное, и ни в одном доселе случае не имели мы столько значительной потери, ибо, кроме офицеров, простиралась оная убитыми и ранеными до двухсот человек. Со стороны неприятеля все, бывшие с оружием, истреблены, и число оных не менее могло быть четырехсот человек. Женщин и детей взято в плен до ста сорока, которых солдаты из сожаления пощадили как уже оставшихся без всякой защиты и просивших помилования (но гораздо большее число вырезано было или в домах погибло от действия артиллерии и пожара). Солдатам досталась добыча довольно богатая, ибо жители селения были главнейшие из разбойников, и без их участия, как ближайших к линии, почти ни одно воровство и грабеж не происходили; большая же часть имущества погибла в пламени. Селение состояло из 200 домов; 14 сентября разорено до основания.
Как утверждал в 1908 году Джон Баддели, «Жители аула в основном промышляли разбоем, но столь умело заметали следы своих грязных дел, что очень редко удавалось доказать их вину».
Однако сам Ермолов писал в одном из своих писем:
Подобного примера ещё не видывали в сием краю и я единственно для того его подал, дабы распространить ужас.

## Известные уроженцы
- Айбулат, Константин Михайлович.
- Бота Шамурзаев.
- Захаров-Чеченец, Пётр Захарович[6].

## Интересные факты
- Установка памятника чеченским женщинам из села Дади-Юрт, погибшим во время Кавказской войны, вызвала конфликт между депутатами ГД РФ от «Единой России» Алексеем Журавлевым и Адамом Делимхановым, приведший к драке[7][8].